# Piotr Baumgart
Piotr Baumgart-Turkowiak (ur. 3 czerwca 1941 w Stęszewie, zm. 19 kwietnia 2000 w Szczecinie) – polski działacz polityczny.

## Życiorys
Technik-mechanik, pracował w PPTiT oddział Szczecin, był też właścicielem gospodarstwa ogrodniczego.
W okresie PRL od 1979 kolportował wśród rolników wydawnictwa podziemne, podczas strajków sierpniowych w 1980 dostarczał strajkującym żywność do Stoczni Remontowej Parnica w Szczecinie.
Był współtwórcą, a potem działaczem NSZZ „Solidarność” Rolników Indywidualnych, był przewodniczącym oddziału zachodniopomorskiego oraz Komisji Krajowej tego związku. Internowany 13 grudnia 1981, zwolniony w marcu 1982, internowany ponownie w lipcu, a zwolniony w sierpniu 1982. W 1989 brał udział w obradach okrągłego stołu jako przedstawiciel opozycji przy tzw. podstoliku ds. rolnictwa. Został wysunięty przez Komitet Obywatelski jako kandydat na senatora w wyborach w czerwcu 1989 w województwie pilskim; przegrał w II turze z prywatnym przedsiębiorcą Henrykiem Stokłosą. Często błędnie podawano, że był jedynym kandydatem „Solidarności”, który nie miał na plakacie wyborczym zdjęcia z Lechem Wałęsą i dlatego nie uzyskał mandatu senatorskiego. Po 1989 ponownie przewodniczący „Solidarności” Rolników Indywidualnych Pomorza Zachodniego. Na początku lat 90. utworzył Ruch Opcja Ludowo–Agrarna, którego został przewodniczącym. W 1993 bez powodzenia ubiegał się o mandat poselski z listy BBWR, a dwa lata później bezskutecznie o mandat senatorski w województwie szczecińskim. W wyborach parlamentarnych w 1997 bez powodzenia ubiegał się o mandat poselski z listy Bloku dla Polski w województwie zielonogórskim (otrzymał 167 głosów).
Pochowany został na  cmentarzu Centralnym w Szczecinie, kwatera 42a.